# Sport-Verein Werder von 1899 2019-2020
Questa voce raccoglie le informazioni riguardanti lo Sport-Verein Werder von 1899 nelle competizioni ufficiali della stagione 2019-2020.

## Stagione
Nella stagione 2019-2020 il Werder Brema, allenato da Florian Kohfeldt, concluse il campionato di Bundesliga al 16º posto. In Coppa di Germania il Werder Brema fu eliminato ai quarti di finale dall'Eintracht Francoforte.

## Rosa
| N. |                        | Ruolo | Calciatore           |
| -- | ---------------------- | ----- | -------------------- |
| 1  | Rep. Ceca (bandiera)   | P     | Jiří Pavlenka        |
| 3  | Germania (bandiera)    | D     | Kevin Vogt           |
| 4  | Svizzera (bandiera)    | D     | Michael Lang         |
| 5  | Svezia (bandiera)      | D     | Ludwig Augustinsson  |
| 6  | Germania (bandiera)    | C     | Kevin Möhwald        |
| 7  | Kosovo (bandiera)      | A     | Milot Rashica        |
| 8  | Giappone (bandiera)    | A     | Yūya Ōsako           |
| 9  | Germania (bandiera)    | A     | Davie Selke          |
| 10 | Germania (bandiera)    | C     | Leonardo Bittencourt |
| 11 | Germania (bandiera)    | A     | Niclas Füllkrug      |
| 13 | Serbia (bandiera)      | D     | Miloš Veljković      |
| 14 | Perù (bandiera)        | A     | Claudio Pizarro      |
| 15 | Germania (bandiera)    | D     | Sebastian Langkamp   |
| 17 | Turchia (bandiera)     | C     | Nuri Şahin           |
| 18 | Finlandia (bandiera)   | D     | Niklas Moisander     |
| 19 | Stati Uniti (bandiera) | A     | Josh Sargent         |
| 21 | Turchia (bandiera)     | D     | Ömer Toprak          |
| 22 | Germania (bandiera)    | C     | Fin Bartels          |

| N. |                        | Ruolo | Calciatore             |
| -- | ---------------------- | ----- | ---------------------- |
| 23 | Rep. Ceca (bandiera)   | D     | Theodor Gebre Selassie |
| 24 | Germania (bandiera)    | A     | Johannes Eggestein     |
| 26 | Italia (bandiera)      | C     | Simon Straudi          |
| 27 | Grecia (bandiera)      | P     | Stefanos Kapino        |
| 28 | Bulgaria (bandiera)    | C     | Ilija Gruev            |
| 29 | Germania (bandiera)    | A     | Luc Ihorst             |
| 30 | Paesi Bassi (bandiera) | C     | Davy Klaassen          |
| 31 | Germania (bandiera)    | C     | David Philipp          |
| 32 | Austria (bandiera)     | D     | Marco Friedl           |
| 33 | Germania (bandiera)    | D     | Julian Rieckmann       |
| 35 | Germania (bandiera)    | C     | Maximilian Eggestein   |
| 36 | Germania (bandiera)    | C     | Christian Groß         |
| 37 | Germania (bandiera)    | D     | Niklas Wiemann         |
| 39 | Germania (bandiera)    | C     | Benjamin Goller        |
| 40 | Germania (bandiera)    | P     | Luca Plogmann          |
| 41 | Germania (bandiera)    | A     | Nick Woltemade         |
| 44 | Germania (bandiera)    | C     | Philipp Bargfrede      |

## Organigramma societario
Area tecnica
- Preparatori atletici:
- Allenatore in seconda: Tim Borowski, Ilija Gruev, Thomas Horsch
- Preparatore dei portieri: Christian Vander
- Analisi video: Mario Baric
- Allenatore: Florian Kohfeldt

## Calciomercato

### Sessione estiva
| Acquisti | Acquisti             | Acquisti            | Acquisti |
| R.       | Nome                 | da                  | Modalità |
| -------- | -------------------- | ------------------- | -------- |
| C        | Leonardo Bittencourt | Hoffenheim          |          |
| D        | Michael Lang         | Borussia M'gladbach |          |
| D        | Ömer Toprak          | Borussia Dortmund   |          |
| D        | Robert Bauer         | Norimberga          |          |
| A        | Niclas Füllkrug      | Hannover 96         |          |
| C        | Benjamin Goller      | Schalke 04          |          |
| C        | Ilija Gruev          | Werder Brema U19    |          |
| C        | David Philipp        | Werder Brema U19    |          |
| C        | Simon Straudi        | Werder Brema II     |          |

| Cessioni | Cessioni         | Cessioni     | Cessioni |
| R.       | Nome             | a            | Modalità |
| -------- | ---------------- | ------------ | -------- |
| A        | Martin Harnik    | Amburgo      |          |
| D        | Robert Bauer     | Arsenal Tula |          |
| D        | Felix Beijmo     | Malmö FF     |          |
| D        | Jan-Niklas Beste | Emmen        |          |
| D        | Thore Jacobsen   | Magdeburgo   |          |
| A        | Max Kruse        | Fenerbahçe   |          |
| C        | Jean-Manuel Mbom | Uerdingen 05 |          |

### Sessione invernale
| Acquisti | Acquisti     | Acquisti       | Acquisti |
| R.       | Nome         | da             | Modalità |
| -------- | ------------ | -------------- | -------- |
| A        | Davie Selke  | Hertha Berlino |          |
| D        | Kevin Vogt   | Hoffenheim     |          |
| D        | Felix Beijmo | Malmö FF       |          |

| Cessioni | Cessioni | Cessioni | Cessioni |
| R.       | Nome     | a        | Modalità |
| -------- | -------- | -------- | -------- |

## Risultati

### Bundesliga

#### Girone di andata
| Arbitro: | Zwayer |

|               |           |                                    |
| Eggestein 47’ | Marcatori | 36’ Hennings 52’ Karaman 64’ Ayhan |

| Arbitro: | Stegemann |

|                                      |           |                        |
| Bičakčić 54’ Bebou 59’ Kadeřábek 87’ | Marcatori | 42’ Füllkrug 81’ Ōsako |

| Arbitro: | Storks |

|                           |           |                 |
| Ōsako 6’, 67’ Sargent 21’ | Marcatori | 12’, 46’ Vargas |

| Arbitro: | Welz |

|                      |           |                                 |
| Andersson 14’ (rig.) | Marcatori | 5’ (rig.) Klaassen 55’ Füllkrug |

| Arbitro: | Stieler |

|  |           |                                     |
|  | Marcatori | 13’ Orbán 35’ Sabitzer 83’ Saracchi |

| Arbitro: | Aytekin |

|                   |           |                       |
| Götze 9’ Reus 41’ | Marcatori | 7’ Rashica 55’ Friedl |

| Arbitro: | Winkmann |

|                    |           |                                 |
| Rode 55’ Silva 88’ | Marcatori | 27’ Klaassen 90’ (rig.) Rashica |

| Arbitro: | Brych |

|            |           |               |
| Sargent 7’ | Marcatori | 70’ Lukebakio |

| Arbitro: | Petersen |

|                             |           |                          |
| Toprak 4’ (aut.) Alario 58’ | Marcatori | 40’ Rashica 48’ Klaassen |

| Arbitro: | Dingert |

|                         |           |                   |
| Rashica 9’ Selassie 59’ | Marcatori | 28’, 90’ Petersen |

| Arbitro: | Stieler |

|                                  |           |                 |
| Bensebaini 20’ Herrmann 22’, 59’ | Marcatori | 90’ Bittencourt |

| Arbitro: | Cortus |

|           |           |                     |
| Ōsako 79’ | Marcatori | 43’ Harit 53’ Raman |

| Arbitro: | Kampka |

|                          |           |                                         |
| Weghorst 36’ William 73’ | Marcatori | 13’ (rig.), 83’ Rashica 39’ Bittencourt |

| Arbitro: | Stegemann |

|  |           |            |
|  | Marcatori | 90’ Michel |

| Arbitro: | Schröder |

|                                                        |           |             |
| Coutinho 45’, 63’, 78’ Lewandowski 45’, 72’ Müller 75’ | Marcatori | 24’ Rashica |

| Arbitro: | Willenborg |

|  |           |                                                      |
|  | Marcatori | 10’, 19’, 38’ Quaison 15’ (aut.) Pavlenka 81’ Mateta |

| Arbitro: | Schlager |

|             |           |  |
| Córdoba 39’ | Marcatori |  |

#### Girone di ritorno
| Arbitro: | Brych |

|  |           |                        |
|  | Marcatori | 67’ (aut.) Kastenmeier |

| Arbitro: | Petersen |

|  |           |                                                 |
|  | Marcatori | 65’ (aut.) Klaassen 79’ Baumgartner 83’ Adamyan |

| Arbitro: | Fritz |

|                              |           |                   |
| Niederlechner 67’ Vargas 82’ | Marcatori | 23’ (aut.) Jedvaj |

| Arbitro: | Schlager |

|  |           |                 |
|  | Marcatori | 52’, 72’ Bülter |

| Arbitro: | Cortus |

|                                        |           |  |
| Klostermann 17’ Schick 39’ Mukiele 46’ | Marcatori |  |

| Arbitro: | Fritz |

|  |           |                         |
|  | Marcatori | 52’ Zagadou 66’ Haaland |

| Arbitro: | Ittrich |

|  |           |                             |
|  | Marcatori | 60’ Silva 81’, 90’ Ilsanker |

| Arbitro: | Winkmann |

|                     |           |                        |
| Stark 41’ Cunha 60’ | Marcatori | 3’ Sargent 6’ Klaassen |

| Arbitro: | Stieler |

|              |           |                                          |
| Selassie 30’ | Marcatori | 28’, 33’ Havertz 61’ Weiser 78’ Demirbay |

| Arbitro: | Hartmann |

|  |           |                 |
|  | Marcatori | 19’ Bittencourt |

| Brema 26 maggio 2020, ore 20:30 CEST 28ª giornata | Werder Brema | 0 – 0 referto | Borussia M'gladbach | Weserstadion (0 spett.)\| Arbitro: \| Gräfe \| |
| Arbitro:                                          | Gräfe        |               |                     |                                                |

| Arbitro: | Zwayer |

|  |           |                 |
|  | Marcatori | 32’ Bittencourt |

| Arbitro: | Steinhaus-Webb |

|  |           |              |
|  | Marcatori | 82’ Weghorst |

| Arbitro: | Dingert |

|            |           |                                                        |
| Sabiri 66’ | Marcatori | 20’, 39’ Klaassen 34’ Ōsako 59’ Eggestein 90’ Füllkrug |

| Arbitro: | Osmers |

|  |           |                 |
|  | Marcatori | 43’ Lewandowski |

| Arbitro: | Gräfe |

|                                       |           |           |
| Quaison 25’ Boëtius 30’ Fernandes 85’ | Marcatori | 58’ Ōsako |

| Arbitro: | Dankert |

|                                                                  |           |             |
| Ōsako 22’, 58’ Rashica 27’ Füllkrug 29’ Klaassen 55’ Sargent 68’ | Marcatori | 62’ Drexler |

### Coppa di Germania
| Arbitro: | Ittrich |

|             |           |                                                                   |
| Schmidt 30’ | Marcatori | 10’ Ōsako 19’ Moisander 37’ Rashica 40’ Klaassen 68’, 74’ Pizarro |

| Arbitro: | Schlager |

|                                                    |           |                        |
| Rashica 6’ Bittencourt 11’ Klaassen 18’ Friedl 41’ | Marcatori | 45’ (rig.) Schnatterer |

| Arbitro: | Winkmann |

|                                       |           |                       |
| Selke 16’ Bittencourt 30’ Rashica 70’ | Marcatori | 67’ Haaland 78’ Reyna |

| Arbitro: | Zwayer |

|                             |           |  |
| Silva 45’ (rig.) Kamada 60’ | Marcatori |  |

## Statistiche

### Statistiche di squadra
| Competizione      | Punti | In casa | In casa | In casa | In casa | In casa | In casa | In trasferta | In trasferta | In trasferta | In trasferta | In trasferta | In trasferta | Totale | Totale | Totale | Totale | Totale | Totale | DR  |
| Competizione      | Punti | G       | V       | N       | P       | Gf      | Gs      | G            | V            | N            | P            | Gf           | Gs           | G      | V      | N      | P      | Gf     | Gs     | DR  |
| ----------------- | ----- | ------- | ------- | ------- | ------- | ------- | ------- | ------------ | ------------ | ------------ | ------------ | ------------ | ------------ | ------ | ------ | ------ | ------ | ------ | ------ | --- |
| Bundesliga        | 31    | 17      | 2       | 3       | 12      | 15      | 36      | 17           | 6            | 4            | 7            | 27           | 33           | 34     | 8      | 7      | 19     | 42     | 69     | -27 |
| Coppa di Germania | -     | 2       | 2       | 0       | 0       | 7       | 3       | 2            | 1            | 0            | 1            | 6            | 3            | 4      | 3      | 0      | 1      | 13     | 6      | +7  |
| Totale            | 31    | 19      | 4       | 3       | 12      | 22      | 39      | 19           | 7            | 4            | 8            | 33           | 36           | 38     | 11     | 7      | 20     | 55     | 75     | -20 |

### Andamento in campionato
| Giornata  | 1  | 2  | 3  | 4  | 5  | 6  | 7  | 8  | 9  | 10 | 11 | 12 | 13 | 14 | 15 | 16 | 17 | 18 | 19 | 20 | 21 | 22 | 23 | 24 | 25 | 26 | 27 | 28 | 29 | 30 | 31 | 32 | 33 | 34 |
| --------- | -- | -- | -- | -- | -- | -- | -- | -- | -- | -- | -- | -- | -- | -- | -- | -- | -- | -- | -- | -- | -- | -- | -- | -- | -- | -- | -- | -- | -- | -- | -- | -- | -- | -- |
| Luogo     | C  | T  | C  | T  | C  | T  | T  | C  | T  | C  | T  | C  | T  | C  | T  | C  | T  | T  | C  | T  | C  | T  | C  | C  | T  | C  | T  | C  | T  | C  | T  | C  | T  | C  |
| Risultato | P  | P  | V  | V  | P  | N  | N  | N  | N  | N  | P  | P  | V  | P  | P  | P  | P  | V  | P  | P  | P  | P  | P  | P  | N  | P  | V  | N  | V  | P  | V  | P  | P  | V  |
| Posizione | 15 | 15 | 13 | 10 | 10 | 11 | 11 | 12 | 12 | 12 | 14 | 14 | 13 | 14 | 15 | 16 | 17 | 16 | 16 | 16 | 17 | 17 | 17 | 17 | 17 | 17 | 17 | 17 | 17 | 17 | 17 | 17 | 17 | 16 |

Legenda:

Luogo: C = Casa; T = Trasferta. Risultato: V = Vittoria; N = Pareggio; P = Sconfitta.

### Statistiche dei giocatori
| Giocatore       | Bundesliga | Bundesliga | Bundesliga  | Bundesliga | Relegation Bundesliga | Relegation Bundesliga | Relegation Bundesliga | Relegation Bundesliga | Coppa di Germania | Coppa di Germania | Coppa di Germania | Coppa di Germania | Totale   | Totale | Totale      | Totale     |
| Giocatore       | Presenze   | Reti       | Ammonizioni | Espulsioni | Presenze              | Reti                  | Ammonizioni           | Espulsioni            | Presenze          | Reti              | Ammonizioni       | Espulsioni        | Presenze | Reti   | Ammonizioni | Espulsioni |
| --------------- | ---------- | ---------- | ----------- | ---------- | --------------------- | --------------------- | --------------------- | --------------------- | ----------------- | ----------------- | ----------------- | ----------------- | -------- | ------ | ----------- | ---------- |
| F. Agu          | 0          | 0          | 0           | 0          | 0                     | 0                     | 0                     | 0                     | 0                 | 0                 | 0                 | 0                 | 0        | 0      | 0           | 0          |
| L. Augustinsson | 12         | 0          | 2           | 0          | 2                     | 1                     | 1                     | 0                     | 1                 | 0                 | 0                 | 0                 | 15       | 1      | 3           | 0          |
| P. Bargfrede    | 15         | 0          | 1           | 1          | 1                     | 0                     | 0                     | 0                     | 1                 | 0                 | 1                 | 0                 | 17       | 0      | 2           | 1          |
| F. Bartels      | 14         | 0          | 2           | 0          | 2                     | 0                     | 0                     | 0                     | 1                 | 0                 | 0                 | 0                 | 17       | 0      | 2           | 0          |
| F. Beijmo       | 0          | 0          | 0           | 0          | 0                     | 0                     | 0                     | 0                     | 0                 | 0                 | 0                 | 0                 | 0        | 0      | 0           | 0          |
| J. Beste        | 0          | 0          | 0           | 0          | 0                     | 0                     | 0                     | 0                     | 0                 | 0                 | 0                 | 0                 | 0        | 0      | 0           | 0          |
| L. Bittencourt  | 28         | 4          | 6           | 0          | 1                     | 0                     | 1                     | 0                     | 3                 | 2                 | 2                 | 0                 | 32       | 6      | 9           | 0          |
| D. Dudu         | 0          | 0          | 0           | 0          | 0                     | 0                     | 0                     | 0                     | 0                 | 0                 | 0                 | 0                 | 0        | 0      | 0           | 0          |
| J. Eggestein    | 14         | 1          | 1           | 1          | 0                     | 0                     | 0                     | 0                     | 1                 | 0                 | 0                 | 0                 | 15       | 1      | 1           | 1          |
| M. Eggestein    | 32         | 1          | 6           | 0          | 2                     | 0                     | 0                     | 0                     | 4                 | 0                 | 0                 | 0                 | 38       | 1      | 6           | 0          |
| M. Friedl       | 27         | 1          | 9           | 0          | 2                     | 0                     | 0                     | 0                     | 3                 | 1                 | 2                 | 0                 | 32       | 2      | 11          | 0          |
| N. Füllkrug     | 8          | 4          | 2           | 0          | 2                     | 0                     | 0                     | 0                     | 1                 | 0                 | 0                 | 0                 | 11       | 4      | 2           | 0          |
| B. Goller       | 10         | 0          | 0           | 0          | 0                     | 0                     | 0                     | 0                     | 1                 | 0                 | 0                 | 0                 | 11       | 0      | 0           | 0          |
| C. Groß         | 14         | 0          | 2           | 0          | 2                     | 0                     | 0                     | 0                     | 1                 | 0                 | 0                 | 0                 | 17       | 0      | 2           | 0          |
| I. Gruev        | 0          | 0          | 0           | 0          | 0                     | 0                     | 0                     | 0                     | 0                 | 0                 | 0                 | 0                 | 0        | 0      | 0           | 0          |
| M. Harnik       | 2          | 0          | 1           | 0          | 0                     | 0                     | 0                     | 0                     | 0                 | 0                 | 0                 | 0                 | 2        | 0      | 1           | 0          |
| L. Ihorst       | 1          | 0          | 0           | 0          | 0                     | 0                     | 0                     | 0                     | 0                 | 0                 | 0                 | 0                 | 1        | 0      | 0           | 0          |
| S. Kapino       | 1          | 0          | 0           | 0          | 0                     | 0                     | 0                     | 0                     | 0                 | 0                 | 0                 | 0                 | 1        | 0      | 0           | 0          |
| D. Klaassen     | 33         | 7          | 7           | 0          | 2                     | 0                     | 1                     | 0                     | 4                 | 2                 | 0                 | 0                 | 39       | 9      | 8           | 0          |
| M. Lang         | 9          | 0          | 0           | 0          | 0                     | 0                     | 0                     | 0                     | 1                 | 0                 | 0                 | 0                 | 10       | 0      | 0           | 0          |
| S. Langkamp     | 5          | 0          | 3           | 0          | 1                     | 0                     | 0                     | 0                     | 1                 | 0                 | 0                 | 0                 | 7        | 0      | 3           | 0          |
| J. Mbom         | 0          | 0          | 0           | 0          | 0                     | 0                     | 0                     | 0                     | 0                 | 0                 | 0                 | 0                 | 0        | 0      | 0           | 0          |
| N. Moisander    | 22         | 0          | 3           | 1          | 1                     | 0                     | 0                     | 1                     | 3                 | 1                 | 1                 | 0                 | 26       | 1      | 4           | 2          |
| K. Möhwald      | 1          | 0          | 0           | 0          | 0                     | 0                     | 0                     | 0                     | 1                 | 0                 | 0                 | 0                 | 2        | 0      | 0           | 0          |
| J. Pavlenka     | 33         | 0          | 1           | 0          | 2                     | 0                     | 0                     | 0                     | 4                 | 0                 | 0                 | 0                 | 39       | 0      | 1           | 0          |
| D. Philipp      | 0          | 0          | 0           | 0          | 0                     | 0                     | 0                     | 0                     | 0                 | 0                 | 0                 | 0                 | 0        | 0      | 0           | 0          |
| C. Pizarro      | 18         | 0          | 0           | 0          | 0                     | 0                     | 0                     | 0                     | 1                 | 2                 | 0                 | 0                 | 19       | 2      | 0           | 0          |
| L. Plogmann     | 0          | 0          | 0           | 0          | 0                     | 0                     | 0                     | 0                     | 0                 | 0                 | 0                 | 0                 | 0        | 0      | 0           | 0          |
| M. Rashica      | 28         | 8          | 2           | 0          | 2                     | 0                     | 0                     | 0                     | 4                 | 3                 | 0                 | 0                 | 34       | 11     | 2           | 0          |
| J. Rieckmann    | 0          | 0          | 0           | 0          | 0                     | 0                     | 0                     | 0                     | 0                 | 0                 | 0                 | 0                 | 0        | 0      | 0           | 0          |
| J. Sargent      | 28         | 4          | 2           | 0          | 2                     | 0                     | 0                     | 0                     | 4                 | 0                 | 0                 | 0                 | 34       | 4      | 2           | 0          |
| R. Schmid       | 0          | 0          | 0           | 0          | 0                     | 0                     | 0                     | 0                     | 0                 | 0                 | 0                 | 0                 | 0        | 0      | 0           | 0          |
| O. Schönfelder  | 0          | 0          | 0           | 0          | 0                     | 0                     | 0                     | 0                     | 0                 | 0                 | 0                 | 0                 | 0        | 0      | 0           | 0          |
| T. Selassie     | 28         | 2          | 2           | 0          | 2                     | 0                     | 0                     | 0                     | 2                 | 0                 | 0                 | 0                 | 32       | 2      | 2           | 0          |
| D. Selke        | 11         | 0          | 3           | 0          | 0                     | 0                     | 0                     | 0                     | 2                 | 1                 | 1                 | 0                 | 13       | 1      | 4           | 0          |
| S. Straudi      | 0          | 0          | 0           | 0          | 0                     | 0                     | 0                     | 0                     | 0                 | 0                 | 0                 | 0                 | 0        | 0      | 0           | 0          |
| Ö. Toprak       | 10         | 0          | 2           | 0          | 0                     | 0                     | 0                     | 0                     | 2                 | 0                 | 0                 | 0                 | 12       | 0      | 2           | 0          |
| M. Veljković    | 24         | 0          | 7           | 0          | 2                     | 0                     | 0                     | 0                     | 2                 | 0                 | 0                 | 0                 | 28       | 0      | 7           | 0          |
| K. Vogt         | 14         | 0          | 3           | 0          | 1                     | 0                     | 0                     | 0                     | 2                 | 0                 | 0                 | 0                 | 17       | 0      | 3           | 0          |
| N. Wiemann      | 0          | 0          | 0           | 0          | 0                     | 0                     | 0                     | 0                     | 0                 | 0                 | 0                 | 0                 | 0        | 0      | 0           | 0          |
| N. Woltemade    | 5          | 0          | 0           | 0          | 0                     | 0                     | 0                     | 0                     | 1                 | 0                 | 0                 | 0                 | 6        | 0      | 0           | 0          |
| Y. Ōsako        | 28         | 8          | 2           | 0          | 2                     | 0                     | 1                     | 0                     | 4                 | 1                 | 1                 | 0                 | 34       | 9      | 4           | 0          |
| N. Şahin        | 16         | 0          | 3           | 1          | 0                     | 0                     | 0                     | 0                     | 1                 | 0                 | 0                 | 0                 | 17       | 0      | 3           | 1          |